# Individuellt val
Individuellt val är kurser som eleven själv väljer på gymnasieskolan. Under sina tre år läser eleven kurser motsvarande 2 500 gymnasiepoäng. 200 av dessa utgörs av individuella val. Före gymnasiereformen Gy 2011 var det 300 poäng. Inom det individuella valet har eleven rätt att välja minst en kurs i idrott och hälsa, estetiska ämnen och om eleven går på ett yrkesprogram nödvändiga kurser för att nå grundläggande högskolebehörighet.